# رامیپریل
رامیپریل یک داروی مهارکننده آنزیم مبدل آنژیوتانسین است که در درمان فشارخون بالا و نارسایی قلبی احتقانی به کار می‌رود. داروهای مهارکننده آنزیم مبدل آنژیوتانسین با گشاد کردن آرتریول‌ها باعث می‌شوند خون راحت‌تر جریان پیدا کند و در نتیجه فشارخون به این طریق کاهش میابد.

## کاربردهای بالینی
- فشارخون بالا
- نارسایی قلبی احتقانی
- به دنبال سکته قلبی در کسانی که دارای علائم نارسایی قلبی هستند
- در افراد مستعد: پیشگیری از سکته قلبی، سکته مغزی یا در افراد نیازمند «بازکردن مجدد عروق» (Revascularization)
- نفروپاتی دیابتی (آسیب کلیه به دنبال ابتلا به دیابت) همراه با میکروآلبومینوری (وجود پروتئین در ادرار)؛ در دوزهای پایین به عنوان داروی پیشگیری از نفروپاتی یا حوادث قلبی-عروقی ثانویه مورد استفاده قرار می‌گیرد.

## موارد منع مصرف
- بیماری‌های رنوواسکولار (اختلال گردش خون کلیه‌ها), اختلال شدید کارکرد کلیه (بویژه در بیماران دارای یک کلیه یا در تنگی دوطرفه شریان کلیه), در افراد دچار دهیدراتاسیون (کم شدن آب بدن), سابقه بروز آنژیوادم با مصرف سایر داروهای مهارکننده آنزیم مبدل آنژیوتانسین، بارداری، فشارخون پایین.

## عوارض جانبی
- افت قند خون (در بیمارانی که داروهای دیابت مصرف می‌کنند), که با تعریق و لرز خود را نشان می‌دهد
- سرفه خشک
- سرگیجه یا سبکی سر به دنبال افت فشارخون
- خستگی و ضعف
- خشکی دهان
- تهوع و استفراغ
- اسهال
- غش
- تغییر حجم ادرار
- تیره شدن ادرار
- خشکی مخاط‌ها
- نوتروپنی
- ناتوانی جنسی

## نحوه سنتز

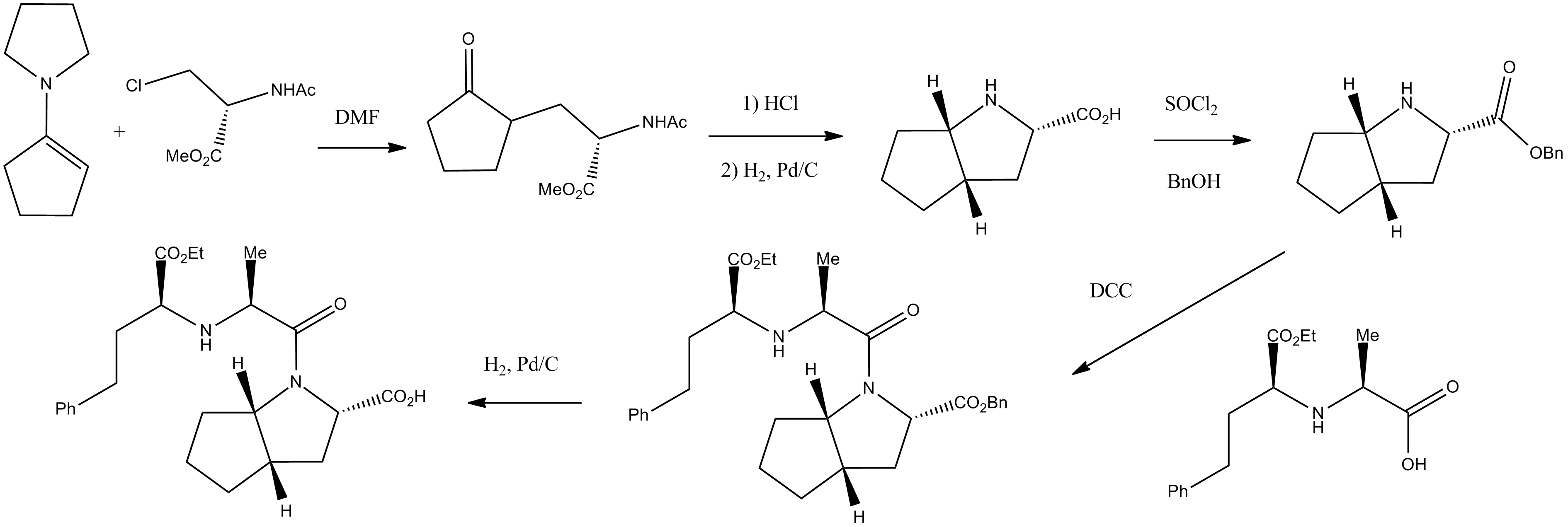
سنتز رامیپریل